# The Beautiful Struggle
The Beautiful Struggle – drugi studyjny album amerykańskiego rapera o pseudonimie Talib Kweli. Został wydany 28 września 2004 roku. Produkcją muzyczną zajęli się między innymi Hi-Tek, The Neptunes, Kanye West, czy J.R. Rotem. Natomiast gościnnie wystąpili tacy wykonawcy jak Faith Evans, Mary Jane Blige, John Legend, czy Common. Płyta zadebiutowała na 14. miejscu notowania Billboard 200 i na 3. pozycji listy przebojów Top R&B/Hip-Hop Albums.

## Lista utworów
| Nr | Tytuł                | Czas | Producent(ci)                                       | Wykonawcy                                                                                    |
| -- | -------------------- | ---- | --------------------------------------------------- | -------------------------------------------------------------------------------------------- |
| 1  | "Going Hard"         | 3:50 | Charlemagne                                         | Res, Talib Kweli                                                                             |
| 2  | "Back Up Offa Me"    | 3:38 | Hi-Tek                                              | Talib Kweli,Alex Thomas, Dion, Krondon                                                       |
| 3  | "Broken Glass"       | 3:11 | The Neptunes                                        | Talib Kweli, Faith Evans                                                                     |
| 4  | "We Know"            | 3:43 | Supa Dave West                                      | Faith Evans, Talib Kweli                                                                     |
| 5  | "A Game"             | 3:36 | Antwan "Amadeus" Thompson                           | Talib Kweli                                                                                  |
| 6  | "I Try"              | 4:25 | Kanye West                                          | Mary J. Blige, Talib Kweli                                                                   |
| 7  | "Around My Way"      | 4:48 | Charlemagne                                         | John Legend, Talib Kweli                                                                     |
| 8  | "We Got the Beat"    | 3:20 | Midi Mafia                                          | Res, Talib Kweli                                                                             |
| 9  | "Work It Out"        | 4:20 | Hi-Tek, J.R. Rotem                                  | Talib Kweli, Tiffany Mynon                                                                   |
| 10 | "Ghetto Show"        | 4:47 | Supa Dave West                                      | Anthony Hamilton, Common, Talib Kweli                                                        |
| 11 | "Black Girl Pain"    | 5:04 | Midi Mafia (Bruce Waynne & Dirty Swift), Tone Mason | Jean Grae, Talib Kweli, Yummy Bingham, Jamia Simone Nash, Olivia Sharnae Nash, Tiffany Mynon |
| 12 | "Never Been in Love" | 5:01 | Just Blaze                                          | Talib Kweli, Dave Young                                                                      |
| 13 | "Beautiful Struggle" | 4:00 | Hi-Tek                                              | Talib Kweli                                                                                  |

## Sample
- "Around My Way"
  - "Every Little Thing She Does Is Magic" - The Police
- "Black Girl Pain"
  - "Stoned Love" - The Supremes
- "Broken Glass"
  - "The Message" - Grandmaster Flash and the Furious Five
- "Ghetto Show"
  - "Wait" - Earth, Wind & Fire
  - "Moment of Clarity" - Jay-Z
- "Going Hard"
  - "The Pinnacle" - Kansas
- "Never Been in Love"
  - "Because I Love You" - The Imaginations
- "We Got the Beat"
  - "Planet Rock - Afrika Bambaataa & Soulsonic Force
- "We Know"
  - "Sweet Lovin' Woman" - Dobie Gray